# Caso Eaton contra Boston, Concord & Montreal Rail Road
El caso Eaton vs. Boston, Concord & Montreal Railroad (BCM) es un proceso judicial resuelto en 1872 por la Corte Suprema de Nueva Hampshire, Estados Unidos que demuestra la ideología de la Corte durante la segunda mitad del siglo XIX en la resolución de los casos de expropiación y derecho de propiedad que surgieron con motivo del desarrollo del ferrocarril en Estados Unidos.
La aparición y desarrollo del ferrocarril en los Estados Unidos de América trajo como consecuencia la necesidad de abordar cuestiones significativas como la expropiación (eminent domain) y la responsabilidad civil objetiva (strict liability). En opinión del Juez Smith, quien decidió, la cuestión trascendental en el caso Eaton v. BCM era determinar el alcance de la expropiación en conjugación con el derecho de propiedad, a la luz del significado constitucional de dichos términos.
El caso Eaton contra BCM ocupa un espacio importante en la tendencia de la Corte Suprema de New Hampshire durante la segunda mitad del siglo XIX, cuando fue tomada la decisión, que demuestra la evolución que tuvieron los casos en materia de expropiación y derechos de propiedad que surgieron con motivo del desarrollo del ferrocarril en Estados Unidos.

## Antecedentes de Eaton contra BCM
La controversia se suscitó a finales del siglo XIX, dentro del marco del desarrollo del ferrocarril en Estados Unidos de América. Con el objetivo de ampliar la red de ferrocarriles, una parte de la granja del Sr. Eaton en Wentworth, New Hampshire, fue expropiada en términos de la Quinta Enmienda a la Constitución de los Estados Unidos. Previo al inicio de la construcción de las vías, Eaton firmó una renuncia al cobro de los daños y perjuicios que pudieran ocasionarse con motivo de los trabajos que realizaría la compañía BCM, disponiendo lo siguiente:
“Yo, el suscrito, por la presente declaro que he recibido de la compañía Boston, Concord & Montreal Railroad la suma de doscientos setenta y cinco dólares, por concepto de monto total de los daños evaluados que podrían ocasionárseme por los comisionados del ferrocarril del Estado de New Hampshire, en conjunto con los ediles de Wentworht, a causa del trazado de Boston, Concord & Montreal Railroad a través y sobre mi tierra; y por medio de la presente libero y descargo de responsabilidad a dicha corporación por los daños en comento.”
Durante la construcción de las vías, BCM hizo un corte profundo en una cresta que limitaba con la granja de Eaton, la cual servía de protección contra inundaciones ocasionales. Como consecuencia del corte, la granja se vio dañada por una inundación, así como por el depósito de arena y piedra, provocando que las áreas dañadas no pudieran ser cultivadas.
Eaton recurrió a la Corte Suprema de New Hampshire para determinar si BCM era responsable por la inundación sobre su granja. La Corte analizó dos grandes conceptos jurídicos: expropiación (eminent domain) y responsabilidad civil objetiva (strict liability).
BCM alegó frente a la corte que no eran responsables de los daños ocasionados sobre la granja de Eaton, reproduciendo la renuncia a reclamar responsabilidad, que fue firmada por el propio Eaton.
El tribunal resolvió que la renuncia firmada por Eaton solo eximía a BCM de la responsabilidad derivada de los trabajos realizados estrictamente sobre la propiedad de Eaton, pero resultaba inaplicable en cuanto a los daños producidos por la construcción de las vías del ferrocarril sobre tierra que no había sido propiedad de Eaton y, en consecuencia, tampoco había sido contemplada en la expropiación.